# 贝谢尔-圣日耳曼
贝谢尔-圣日耳曼（法語：Berchères-Saint-Germain，法語發音：[bɛʁʃɛʁ sɛ̃ ʒɛʁmɛ̃]）是法国厄尔-卢瓦省的一个市镇，属于沙特尔区。该市镇于1972年由原市镇贝谢尔拉曼戈（Berchères-la-Maingot）和圣日耳曼拉加蒂讷（Saint-Germain-la-Gâtine）合并而成。

## 地理
贝谢尔-圣日耳曼（48°32'10"N, 1°28'45"E）面积27.67 平方千米，位于法国中央-卢瓦尔河谷大区厄尔-卢瓦省，该省份为法国北部内陆省份，北起顺时针与厄尔省、伊夫林省、埃松省、卢瓦雷省、卢瓦-谢尔省、萨尔特省和奧恩省接壤。
与贝谢尔-圣日耳曼接壤的市镇（或旧市镇、城区）包括：特朗布莱莱维拉日、布里孔维尔、沙莱、弗雷奈勒日尔梅、普瓦维利耶、茹伊、圣普雷。

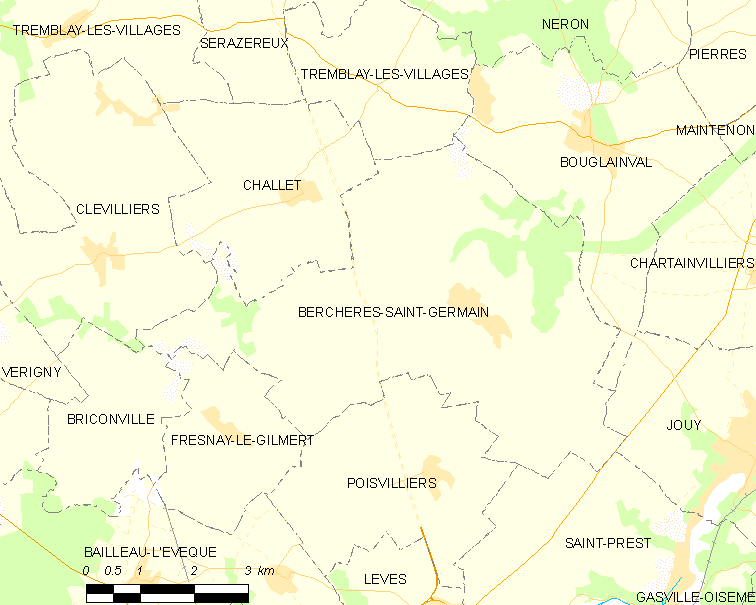
贝谢尔-圣日耳曼的OSM定位图

贝谢尔-圣日耳曼的时区为UTC+01:00、UTC+02:00（夏令时）。

## 行政
贝谢尔-圣日耳曼的邮政编码为28300，INSEE市镇编码为28034。

## 政治
贝谢尔-圣日耳曼所属的省级选区为沙特尔第一县。

## 人口

1962-2008年间贝谢尔-圣日耳曼人口变化图示

贝谢尔-圣日耳曼于2022年1月1日时的人口数量为898人。